# TT385
Le tombeau thébain TT 385 est situé à Cheikh Abd el-Gournah, dans la nécropole thébaine, sur la rive ouest du Nil, en face de Louxor.
C'est le lieu de sépulture d'Hounéfer, maire de Thèbes, gardien du grenier des offrandes divines d'Amon, qui a vécu pendant la période ramesside. 